# Ariana (imię)
Ariana – żeński odpowiednik imienia Arian pochodzenia łacińskiego.
Arianna, Ariana, Ariane w jęz. angielskim, francuskim i włoskim to odpowiedniki imienia Ariadna.
Ariana imieniny obchodzi razem z Arianem: 8 marca (jako wspomnienie świętych Teotyka i Ariana) i 18 września.